# The Immaculate Collection
The Immaculate Collection ist das erste Kompilationsalbum von Madonna, das im November 1990 als Audio- und Videoformat erschien. Mit über 31 Millionen verkauften Exemplaren gehört es zu den weltweit meistverkauften Musikalben.

## Entstehung
The Immaculate Collection wurde am 12. November 1990, einem der erfolgreichsten Jahre in Madonnas Karriere, veröffentlicht: Nach dem Album Like a Prayer, dem Film Dick Tracy (inklusive des Albums I’m Breathless) und der ausverkauften Blond Ambition World Tour, sollte eine erste Hitsammlung die erfolgreichsten Singles von 1983 bis 1990 präsentieren. Bei über 30 meist erfolgreichen Veröffentlichungen konnten nicht alle berücksichtigt werden – Hits wie Who’s That Girl, Angel oder True Blue fehlen.
Die enthaltenen 15 Hits wurden von Shep Pettibone und Goh Hotoda in den Right Track Studios und bei Soundworks zum ersten Mal im neu entwickelten Q-Sound, der einen Pseudo-Raumklang erzeugen soll, abgemischt und, um die begrenzte Kapazität einer einzelnen CD nicht zu überschreiten, zum Teil deutlich gekürzt. Das Mastering wurde von Ted Jensen bei Masterdisk durchgeführt.
Die beiden neuen Songs waren Justify My Love, eine Zusammenarbeit mit Lenny Kravitz, und Rescue Me, eine Produktion von Shep Pettibone. Beiden Titeln gemein ist, dass Madonna erstmals nicht sang, sondern eher sprach – ein Verweis auf das folgende Album Erotica. Vor allem Justify My Love wurde auch auf Grund seines erotischen Videos zu einem ihrer großen Welterfolge: Nachdem das kontroverse Video von Jean-Baptiste Mondino von vielen Musiksendern nicht mehr, bzw. nur noch nach Mitternacht gezeigt wurde, da es ihnen als zu anzüglich erschien, veröffentlichte es Warner Bros. als Kaufvideo. Es avancierte zum meistverkauften dieser Zeit. Rescue Me konnte an diesen Erfolg nicht anknüpfen, allerdings sollte der Song anfangs überhaupt nicht veröffentlicht werden – daher wurde auch kein Video dazu produziert. Erst nachdem er erfolgreich im Radio und den Clubs lief, wurde er (mit mäßigem Erfolg) regulär veröffentlicht. Als Musikvideo fungierte ein loser Live-Zusammenschnitt der Blond Ambition World Tour.
Zur weiteren Promotion des Albums wurde The Holiday Collection veröffentlicht. Eine Maxi-CD/EP, die neben Holiday auch die auf The Immaculate Collection fehlenden Songs Who’s That Girl, Causing a Commotion und True Blue enthält. In Großbritannien wurden Holiday und Crazy for You erfolgreich wiederveröffentlicht.
The Immaculate Collection gilt laut Guinness-Buch der Rekorde bis heute (mit über 30 Millionen verkauften Exemplaren) als meistverkaufte Hit-Compilation einer Künstlerin. Das Album, das sie dem Papst widmete, findet sich regelmäßig auf Listen (wie vom Rolling Stone oder vom Melody Maker) der besten Rock- und Popalben. 1995 folgte mit Something to Remember eine Balladensammlung und 2001 GHV2 (Greatest Hits Volume 2), eine Compilation, die den Zeitraum 1992 bis 2001 abdeckt.
Im Jahre 2009 erschien dann die vierte Compilation, die sie aufgrund ihres Vertrages noch veröffentlichen musste. Sie trägt den Namen Celebration und enthielt neben 32 ihrer wichtigsten Singleauskopplungen von 1982 bis 2009, die beiden neuen Songs Celebration und Revolver.
Für die schwarzweißen Cover- und Bookletfotos wurden Aufnahmen des Starfotografen Herb Ritts verwendet. Ritts war schon für die vorhergehenden Albencover von True Blue, You Can Dance, Like a Prayer und I’m Breathless verantwortlich.
2006 wurde das Album als eines der „Capital Gold’s All-Time Top 500“ der britischen Charts ausgezeichnet.

## Titelliste
1. Holiday
2. Lucky Star
3. Borderline
4. Like a Virgin
5. Material Girl
6. Crazy for You
7. Into the Groove
8. Live to Tell
9. Papa Don’t Preach
10. Open Your Heart
11. La Isla Bonita
12. Like a Prayer
13. Express Yourself
14. Cherish
15. Vogue
16. Justify My Love
17. Rescue Me

## Videofassungen
1990 wurde die zugehörige Videosammlung The Immaculate Collection auf VHS und Laserdisc veröffentlicht. 1999 erschien die DVD-Fassung.
Inhalt:
1. Lucky Star (Regisseur: Arthur Pierson)
2. Borderline (Regisseur: Mary Lambert)
3. Like a Virgin (Regisseur: Mary Lambert)
4. Material Girl (Regisseur: Mary Lambert)
5. Papa Don’t Preach (Regisseur: James Foley)
6. Open Your Heart (Regisseur: Jean-Baptiste Mondino)
7. La Isla Bonita (Regisseur: Mary Lambert)
8. Like a Prayer (Regisseur: Mary Lambert)
9. Express Yourself (Regisseur: David Fincher)
10. Cherish (Regisseur: Herb Ritts)
11. Oh Father (Regisseur: David Fincher)
12. Vogue (Regisseur: David Fincher)
13. Vogue (Live / 1990 MTV Video Music Awards)

## Singleauskopplungen
| Jahr | Titel                 | Höchstplatzierung, Gesamtwochen, AuszeichnungChartplatzierungen (Jahr, Titel, , Platzierungen, Wochen, Auszeichnungen, Anmerkungen) | Höchstplatzierung, Gesamtwochen, AuszeichnungChartplatzierungen (Jahr, Titel, , Platzierungen, Wochen, Auszeichnungen, Anmerkungen) | Höchstplatzierung, Gesamtwochen, AuszeichnungChartplatzierungen (Jahr, Titel, , Platzierungen, Wochen, Auszeichnungen, Anmerkungen) | Höchstplatzierung, Gesamtwochen, AuszeichnungChartplatzierungen (Jahr, Titel, , Platzierungen, Wochen, Auszeichnungen, Anmerkungen) | Höchstplatzierung, Gesamtwochen, AuszeichnungChartplatzierungen (Jahr, Titel, , Platzierungen, Wochen, Auszeichnungen, Anmerkungen) | Anmerkungen                                                  |
| Jahr | Titel                 | DE | AT | CH | UK | US | Anmerkungen                                                  |
| ---- | --------------------- | --- | --- | --- | --- | --- | ------------------------------------------------------------ |
| 1990 | Justify My Love       | DE10 (17 Wo.)DE | AT9 (9 Wo.)AT | CH3 (13 Wo.)CH | UK2 Silber · (10 Wo.)UK | US1 Platin · (16 Wo.)US | Erstveröffentlichung: 30. Oktober 1990 Verkäufe: + 1.560.500 |
| 1991 | Rescue Me             | DE21 (13 Wo.)DE | — | CH11 (9 Wo.)CH | UK3 (9 Wo.)UK | US9 Gold · (8 Wo.)US | Erstveröffentlichung: 23. Februar 1991 Verkäufe: + 3.291.000 |
| 1991 | Crazy for You (Remix) | — | — | — | UK2 (8 Wo.)UK | — | Erstveröffentlichung: 24. Februar 1991                       |

## Kommerzieller Erfolg

### Chartplatzierungen
| ChartsChartplatzierungen       | Höchstplatzierung | Wochen |
| ------------------------------ | ----------------- | ------ |
| Deutschland (GfK)              | 10 (42 Wo.)       | 42     |
| Österreich (Ö3)                | 6 (15 Wo.)        | 15     |
| Schweiz (IFPI)                 | 3 (20 Wo.)        | 20     |
| Vereinigte Staaten (Billboard) | 2 (148 Wo.)       | 148    |
| Vereinigtes Königreich (OCC)   | 1 (363 Wo.)       | 363    |

| ChartsJahrescharts (1991) | Platzierung |
| ------------------------- | ----------- |
| Deutschland (GfK)         | 48          |
| Schweiz (IFPI)            | 30          |

### Auszeichnungen für Musikverkäufe
Das Album verkaufte sich laut Quellenangaben weltweit über 31 Millionen Mal, davon sind 20,9 Millionen Einheiten mit Schallplattenauszeichnungen belegt.
| Land/Region                  | Auszeichnungen für Musikverkäufe (Land/Region, Auszeichnung, Verkäufe) | Verkäufe   |
| ---------------------------- | ---------------------------------------------------------------------- | ---------- |
| Argentinien (CAPIF)          | 6× Platin                                                              | 360.000    |
| Australien (ARIA)            | 14× Platin                                                             | 980.000    |
| Brasilien (PMB)              | 2× Platin                                                              | 500.000    |
| Dänemark (IFPI)              | Platin                                                                 | 100.000    |
| Deutschland (BVMI)           | 3× Gold                                                                | 750.000    |
| Finnland (IFPI)              | Platin                                                                 | 92.500     |
| Frankreich (SNEP)            | Diamant                                                                | 1.000.000  |
| Japan (RIAJ)                 | 4× Platin                                                              | 800.000    |
| Kanada (MC)                  | 7× Platin                                                              | 700.000    |
| Neuseeland (RMNZ)            | 7× Platin                                                              | 140.000    |
| Niederlande (NVPI)           | 3× Platin                                                              | 240.000    |
| Österreich (IFPI)            | Platin                                                                 | 50.000     |
| Schweden (IFPI)              | Gold                                                                   | 50.000     |
| Schweiz (IFPI)               | Platin                                                                 | 50.000     |
| Spanien (Promusicae)         | 3× Platin                                                              | 300.000    |
| Vereinigte Staaten (RIAA)    | 11× Platin                                                             | 11.000.000 |
| Vereinigtes Königreich (BPI) | 13× Platin                                                             | 3.900.000  |
| Insgesamt                    | 2× Gold · 66× Platin · 2× Diamant ·                                    | 20.912.500 |

Hauptartikel: Madonna (Künstlerin)/Auszeichnungen für Musikverkäufe